# Kunstmusik
Kunstmusik ist ein Abgrenzungsbegriff von Musikstilen, die einer Hochkultur zugerechnet werden sollen, die im Unterschied zu anderen Musikformen mit bestimmten Funktionen – etwa der Programmmusik oder der Tanzmusik – als autonome Kunst angesehen werden. Aufgrund der Fortentwicklung des Kunstbegriffs grenzt sie sich von der Volksmusik und der populären Musik ab. Im Gegensatz zum gelegentlich synonym verwendeten Begriff ernste Musik, der sich von unterhaltender Musik abgrenzen soll, liegt die Betonung auf dem künstlerisch-kulturellen Anspruch eines Werks.

## Entwicklung
Bis etwa zum 19. Jahrhundert lässt sich Kunstmusik recht klar als die Musik der oberen sozialen Schichten umreißen, die höfische oder kirchliche Funktionen erfüllt. Tänze und Liedvariationen führten vor allem Lautenisten in die Kunstmusik ein. Der Autonomieanspruch kommt mit den Umwälzungen des 18. und 19. Jahrhunderts auf, in denen das aufstrebende Bürgertum eigene Kunst- und Musikinstitutionen ausbildet, die Träger der maßgeblichen Kunstmusik werden. Im 20. Jahrhundert wird die Abgrenzung mit zunehmender Pluralisierung der Gesellschaft schwieriger. Die vormals das Konzept der Kunstmusik tragenden, klar abgeschlossenen Gesellschaftskreise lösen sich auf, während das sich öffnende kulturelle (Bildungs-)Angebot breiteren gesellschaftlichen Schichten den Zugang zu allen Seiten des Musikbetriebs ermöglichte. Im Sog konkurrierender Avantgarden gerät der Kunstbegriff in den Streit zwischen einer klassizistisch-akademischen Auffassung und einer Fortschrittsgläubigkeit, die in Adornos „Kanon des Verbotenen“ gipfelt. Obwohl schon im Anbeginn der Avantgarden selbst die Musik plural verfasst ist, bricht zu Beginn der 1970er Jahre endgültig die Vorstellung zusammen, Kunstmusik durchlaufe eine lineare Fortschrittsbewegung (Postmoderne-Diskussion). Zugleich sind alle westlichen Musikströmungen vom Jazz bis zum Heavy Metal durch ihre Fixierung und Verbreitung in Tonaufnahmen repräsentiert, sodass sie der Konzertmusik hinsichtlich der Aufzeichnungsgenauigkeit in einem anderen Medium gleichkommen. Entscheidend ist bei diesem Argument die Wiederholbarkeit aus einem anderen Medium heraus, die durch eine Partitur, wie durch eine Audioaufzeichnung gewährleistet ist. In Analogie zu den bildenden Künsten und ihrer Hauptströmungen seit den 1970er Jahren (Pop Art, Konzeptkunst, Ableitungen aus der Readymade-Idee wie etwa „Relational Art“) lässt sich vermuten, dass der Begriff sich faktisch nicht mehr auf Nachfolgeentwicklungen der bürgerlichen Konzertmusik begrenzen lässt.
Schaffensprozesse im Bereich der zeitgenössischen Kunstmusik sind Gegenstand zahlreicher empirischer Untersuchungen (siehe auch Komposition).

## Kunstmusik und Neue Musik
Der künstlerisch-kulturelle Wert eines Werkes ist nicht erst seit dem Ende des Serialismus objektiv schwer zu bemessen. Allgemein verbindliche Kriterien für Kunstmusik wie etwa exakte Festlegung in Notation (ähnlich handwerklichen Kriterien in der Malerei) lassen sich nicht mehr aufstellen, weil bedeutendst gewordene Werke, die z. B. mit Aleatorik oder Improvisation arbeiten, gemeinhin zur Kunstmusik gerechnet werden ohne noch einheitliche formale Merkmale aufzuweisen. Es ist zunehmend nicht mehr möglich, „auf Materialeigenschaften zu verweisen, die eine klar abgrenzbare Musiksphäre definieren.“ Stile der Kunstmusik im Rahmen der Neuen Musik, wie sie „von klar abgrenzbaren Grammatiken mit Material, Technik, Zeitverständnis, Ästhetik, Semantik und Performanz definiert werden“, sind Claus-Steffen Mahnkopf 2007 zufolge: „Minimalismus, Postmodernismus, Komplexismus, Negativismus, Spektralismus, algorithmisches Komponieren und Neokonservatismus.“
Auch andere Genres erheben mittlerweile einen Kunstanspruch, der sich anhand formal-ästhetischer Kriterien nicht mehr zurückweisen lässt. Dies war zunächst vor allem im Jazz der Fall und erreicht mittlerweile einzelne Vertreter praktisch aller Genres, die unabhängig von der Neuen Musik auf den Grundlagen ihres jeweiligen Feldes ausdifferenzierte, innovative und hochindividuelle Werke schaffen. Das ohnehin fragwürdige Ausschlusskriterium der Funktionalität (z. B. Tanzmusik) greift hier nicht mehr. Die Kunstmusik, besonders die Neue, besteht aber zur Anerkenntnis einer künstlerischen Leistung auf dem Materialfortschritt im Sinne einer Rationalisierung des Kompositionsprozesses oder thematischer Verdichtung.
Ergibt sich nach Pierre Bourdieu der künstlerische Rang aus der Fähigkeit der Selbsteinordnung in das bestehende künstlerische Feld, so definiert sich in der Folge der beschriebenen Entgrenzung die aktuelle Neue Musik mittlerweile vorrangig institutionell. Mit ihrer Orientierung an Ausbildungswegen (Studieren bei in Professuren etablierten Komponisten), Preisen, Festivals und Auftragswerken scheinen ihre Kriterien daher nur noch akademisch zu sein. Ähnlich erfolgt auch die Einstufung der GEMA von Werken in die Kategorien „E“ und „U“ vorrangig nach dem Aufführungsort und -zusammenhang.

### Ausblick
Da die zur Neuen Musik konkurrierenden Genres eigenständige Institutionen inklusive einer Musikkritik ausgebildet haben, wird der Streit um das Kunstmonopol der Neuen Musik fast nur beim Zugriff auf Subventionsgelder geführt, der auf der Argumentation einer kulturellen Sonderstellung beruht. Wurde unter Hinweis auf das Bestehen einer Kulturindustrie auch ein Subventionsmonopol der Neuen Musik verteidigt, haben die durch die Digitalisierung herbeigeführten Umwälzungen einem Großteil der Genres einen erheblichen Teil der wirtschaftlichen Grundlage entzogen, so dass von einer Industrie kaum noch die Rede sein kann. Unter diesen ökonomischen Bedingungen gerät der Begriff der Kunstmusik erneut unter Druck, da nun Vertreter aller Genres entweder eine Sonderstellung oder besondere gesellschaftliche Relevanz argumentieren müssen, um in Fördermaßnahmen berücksichtigt zu werden. Umgekehrt tragen auch die Veranstalter institutioneller Kunstmusikfestivals verstärkt der Wahrnehmung Rechnung, dass sich die Einschätzung, was Kunstmusik ist, gesellschaftlich stark verschoben hat, und führen profilierte Musiker mit nicht-akademischem Hintergrund auf. Die Abgrenzungsschwierigkeiten verlagern sich dadurch von Richtungsdiskussionen innerhalb der Neuen Musik zu einer direkten Konkurrenzsituation verschiedener Genres. Unter Beschuss steht besonders auch das Autonomiegebot für Kunstmusik im Anschluss an Theodor W. Adorno. Es wird stattdessen auf eine Eigenlogik musikalischer Entwicklungen verwiesen.